# Typhonium flagelliforme
Typhonium flagelliforme är en kallaväxtart som först beskrevs av Conrad Loddiges, och fick sitt nu gällande namn av Carl Ludwig von Blume. Typhonium flagelliforme ingår i släktet Typhonium och familjen kallaväxter. IUCN kategoriserar arten globalt som livskraftig. Inga underarter finns listade.